# NGC 62
NGC 62 (również PGC 1125) – galaktyka spiralna (Sa), znajdująca się w gwiazdozbiorze Wieloryba. Odkrył ją Édouard Jean-Marie Stephan 8 października 1883 roku.